# Guy Berryman
Guy Rupert Berryman (født 12. april 1978 i Kirkcaldy, Skotland) er en skotsk musiker, producer og sanger som er kendt som bassist i bandet Coldplay. 

## Diskografi

### Med Coldplay
- Parachutes (2000)
- A Rush of Blood to the Head (2002)
- X&Y (2005)
- Viva la Vida or Death and All His Friends (2008)
- Mylo Xyloto (2011)
- Ghost Stories (2014)
- A Head Full of Dreams (2015)
- Everyday Life (2019)
- Music of the Spheres (2021)
- Moon Music (2024)

### Med Apparatjik
- We Are Here (2010)
- Square Peg in a Round Hole (2012)

### Solo
- Past Perfect Future Tense (2004) – bassist
- "Guy Romance Theme" (2007) – sangskriver
- "Bass Theme" (2007) – co-writer
- A Dot of Black in the Blue of Your Bliss (2008) – bassist
- Foot of the Mountain (2009) – fotograf
- Love You More (2010) – producer
- You&I (2011) – producer
- Pray to Be Free (2012) – producer
- Daybreak (2013) – producer